# Jean III du Bellay
Pour les autres membres de la famille, voir Famille du Bellay.
Jean III du Bellay (1400-1482), seigneur du Bellay (en Allonnes), de Gizeux, La Jousselinière, Langey et du Bois-Thibault, chambellan de René d'Anjou et du roi Louis XI, chevalier de l'Ordre du Croissant.

## Biographie
En 1426, Arthur de Richemont, fait depuis peu connétable, commença à organiser la défense des frontières en face des Anglais, « le sire du Bellay » avait été au nombre des principaux chevaliers et écuyers qui furent alors chargés de repousser l'ennemi, « accompagnez de chevaliers et écuiers d'Anjou et du Mayne et des frontières avec trois ou quatre cents écossais. »
En 1429, Jean du Bellay se trouvait être devenu le chef de famille depuis quelques années, par suite du décès de ses trois frères aînés. Comme son père et ses frères, il s'était déjà distingué auparavant par sa vaillance dans la guerre contre les Anglais. 
Il épouse en 1429, Jeanne de Logé, et devient seigneur du Bois-Thibault et des autres terres que celle-ci possédait en Mayenne et en Normandie. Il aurait dû, selon l'usage féodal, faire aussitôt foy et hommage aux divers seigneurs dont ces terres relevaient et leur payer le droit de rachat exigible chaque fois qu'un fief passait d'une famille dans une autre, non seulement par vente, mais encore par mariage. Mais cette obéissance se trouvait alors impossible à remplir par suite de l'occupation de la région par les Anglais. Ce ne sera donc que beaucoup plus tard, après la fin de la guerre de Cent Ans, que le mari de Jehanne de Logé va régulariser sa situation de vassal vis-à-vis par exemple du seigneur de Lassay. Toutefois Jehan du Bellay, même dès cette époque-là, trouvait à d'autres points de vue le moyen de faire acte de propriétaire relativement à la terre dont il s'agit ; c'est ainsi qu'il avait acquis de Jean des Vaux « 100 sols tournois de rente que il estoit tenu faire sur sa terre du Bois-Thibault à cause de la terre du Horps, » dont le dit Jean des Vaux était seigneur.
Cependant la guerre était loin d'être terminée, Jean du Bellay y prend une part des plus actives. Selon Trincant, qu'il se soit fait remarquer « entre les plus signalés seigneurs du pays d'Anjou qui firent la guerre aux Anglais, régnant Charles VII». En 1442, après la défaite du maréchal André de Lohéac par le capitaine Anglais Matago, au Bourgneuf-Saint-Quentin, il s'était trouvé, sous la bannière du duc d'Alençon Jean II, au nombre des seigneurs qui repoussèrent victorieusement les envahisseurs jusque dans les murs de Beaumont-le-Vicomte.
En 1448, après que le retour de région sous domination française ; on trouve plusieurs premiers actes d'obéissance féodale concernant Jean du Bellay recevoir au regard de sa terre et seigneurie du Bois-Thibault.

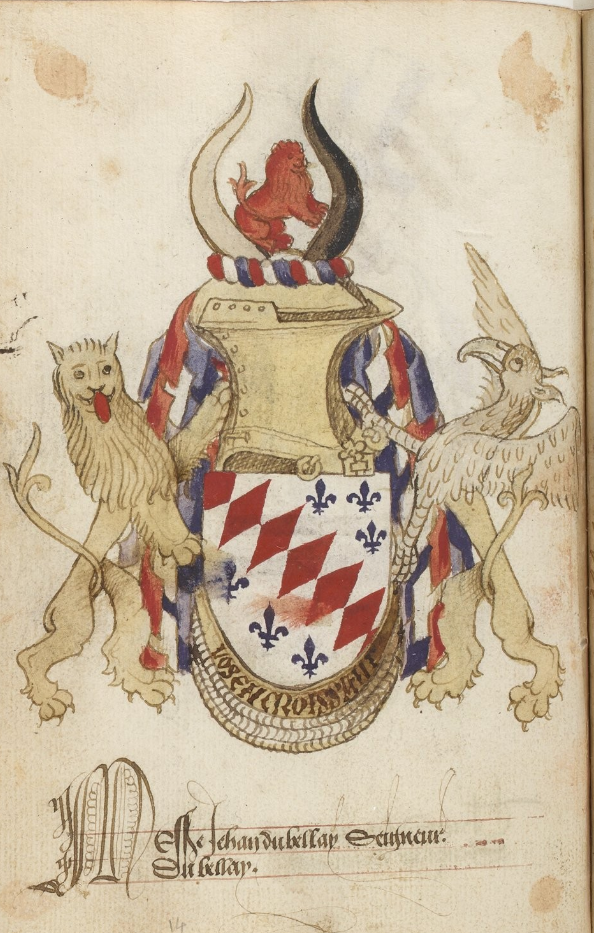
Armoiries de Jean III du Bellay (Statuts de l'Ordre du Croissant)

En 1448, le roi René Ier d'Anjou fonda l'Ordre du Croissant et associa Du Bellay en lui envoyant une lettre où il lui donnait cette qualité : « A noble et renommé chevalier, nostre très cher et très amé frère en l'ordre du Croissant le sieur du Bellay, paternel amour et accroissement d'honneur ». Du Bellay était aussi en faveur auprès du roi de France, Charles VII, qui l'avait nommé son conseiller et chambellan. Il lui avait aussi confié le commandement d'une de ces compagnies d'ordonnance. 
Le 12 août 1453 il avait été fait une « monstre et revue des hommes d'armes et archers estant soubs la charge de Messire Jehan du Bellay» ; d'un autre côté, dans l'aveu rendu par lui le 10 juin 1454 au roi, au regard de la vicomté de Falaise, pour le fief, terre et seigneurie de Neufvy, ce dernier se qualifie « conseiller et chambellan du Roy». En 1455, Jean du Bellay eut à rendre à Jean VIII de Bourbon-Vendôme, alors seigneur de Lassay, son aveu et dénombrement pour les terres du Bois-Thibault et de Tessé. Ils seront par la suite en procès au sujet de fortifications un peu trop importantes pour un vassal, que ce dernier venait de faire ajouter à son manoir, reconstruit par lui depuis l'aveu de 1455 ; fortifications que le seigneur de Lassay, voyant dans cette innovation une usurpation sur ses droits, n'avait pas hésité à faire démolir. C'est de cet « actemptat », comme on disait alors, que le Du Bellay avait appelé à la court du Parlement de Paris. La cause dont il s'agit fut plaidée dans la matinée du 18 avril après Pâques 1469 par l'avocat Halle pour Jehan du Bellay, et par l'avocat Champrond pour Jehan de Vendôme. 
Louis XI, dès les premiers mois de son avènement, lui envoya des lettres de conseiller et chambellan, et en 1465 il lui accorda une pension de 600 livres tournois. En 1467, Louis XI signait à Paris des lettres patentes en vertu desquelles Jean du Bellay, son conseiller et chambellan, était nommé commissaire aux montres de l'arrière-ban du ressort d'Angers. 
En 1468, Jean du Bellay, à la tête de l'arrière-ban d'Anjou, était chargé par Louis XI de garder à Tours les barrières des États généraux de 1468.

Jean du Bellay mourut le 28 septembre 1482, après avoir survécu à Jehanne de Logé, et tous deux furent inhumés en l'église de l'Abbaye de Louroux dans la chapelle Notre-Dame, qu'il avait fait construire de son vivant, et où il avait fondé des services pour le repos de son âme et de celle de son épouse. Sur leurs tombes, dont l'emplacement était devant l'autel, fut élevé, selon Trincant, un monument de pierre où l'un et l'autre étaient « représentés gisants », et « autour d'iceluy » étaient « leurs armes gravées ». Ces armes d'ailleurs se voyaient également sur les vitraux de la chapelle, et l'écu de Jehan du Bellay était « soutenu d'un grand croissant » où étaient « écrits ces mots : « Los en Croissant », pour ce qu'il estoit chevalier de l'ordre du Croissant ». Enfin, à côté du monument en question, contre la muraille, on lisait cette épitaphe : 
« « En ce moustier sainct et dévotieux Jehan du Bellay, noble, prudent et pieux, Jadis extraict de grande chevallerie, Est inhumé, qui, seigneur de Gizeux Et du Bellay, chevalier vertueux Auroit esté le long temps de sa vie, Sans point estre sa haulteur assouvie. Charles VII et Louis son vray hoir, Amé de tous, sans rancune et envie, Non variant, mais tenant droicte vie, A milité en triomphant valoir, Lequel paya le naturel debvoir Mil quatre vingt et deux, pour tout voir En septembre le vingt huitième, Dont Dieu veuille par son benin vouloir L'âme de luy heureusement avoir En la gloire du hautain ciel suprême. Jehanne de Logé, du Boisthibaut la dame, En son vivant du dit chevalier femme, Est reposante avecques luy en paix ; Laquelle fut de si dévote flamme Que pour gaingner Paradis à son ame Aux indigents moult de bien a fait »  »

## Famille
Jeanne de Logé, l'aînée, épousa Jean du Bellay, bien qu'elle n'eût encore qu'une douzaine d'années, dans le courant de l'année 1429. De son union avec Jehanne de Logé, Jean du Bellay avait eu six fils et cinq filles. 
Les fils étaient : 1° Eustache, qui succéda à son père comme seigneur du Bellay et de Gizeux et à sa mère comme seigneur du Bois-Thibault ; 2° Louis, abbé de Saint-Florent de Saumur après son oncle Jean ; 3° René, abbé de Notre-Dame-la-Grande ; 4° Jean, auteur de la branche des seigneurs de la Flotte ; 5° Martin, prieur de Saint-Michel de Thouars ; 6° Louis, auteur de la branche des seigneurs de Langey. 
Les filles étaient : 1° Philippe, qui épousa en 1456 Jean II d’Angennes, seigneur de Rambouillet ; 2° Jehanne, femme de Louis Auvé, seigneur de Soulgé-le-Bruant; 3° Françoise, abbesse de la Trinité de Caen ; 4° Jehanne, fondatrice des Cordeliers de la Flèche ; 5° Jacqueline, mariée en 1472 avec Jean d'Hauteville, seigneur du dit lieu, en Charchigné, près de Lassay.